# Titus megye
Titus megye az Amerikai Egyesült Államokban, azon belül Texas államban található. Megyeszékhelye és legnagyobb városa Mount Pleasant. Lakosainak száma 31 247 fő (2020. április 1.). Titus megye Red River, Camp, Morris és Franklin megyékkel határos.

## Népesség
A megye népességének változása:
| Lakosok száma | 32 405 | 32 423 | 32 640 | 32 581 | 32 623 | 31 247 |
|               | 2010   | 2011   | 2012   | 2013   | 2015   | 2020   |